# Pavel Ryant
Pavel Ryant (* 24. prosince 1972 Kyjov) je český zemědělský inženýr a vysokoškolský učitel, v letech 2014 až 2022 děkan Agronomické fakulty Mendelovy univerzity v Brně (AF MENDELU).
V letech 1991 až 1996 absolvoval studium na Vysoké škole zemědělské a lesnická v Brně a získal inženýrský titul. V únoru 2014 se stal děkanem AF MENDELU, když ve funkci vystřídal Ladislava Zemana. Ve volbách konaných v prosinci 2017 funkci děkana obhájil, když poměrem hlasů 19:1 porazil Květoslavu Šustovou. Ve funkci setrval do konce ledna 2022, kdy jej nahradil Jan Mareš. Ten se však již v dubnu 2022 stal rektorem Mendelovy univerzity, načež Ryant opět kandidoval na funkci děkana fakulty. Ve volbě jej však porazil Leoš Pavlata, který nicméně Ryanta do svého týmu posléze jmenoval jako proděkana pro vědu, výzkum a doktorské studium.
Pavel Ryant působí na Ústavu agrochemie, půdoznalství, mikrobiologie a výživy rostlin. V roce 2024 byl jmenován profesorem pro obor obecná produkce rostlinná.